# Alexander Konstantinowitsch Woronski

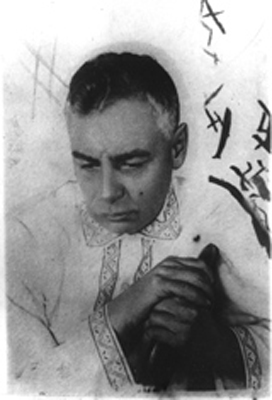
Alexander Konstantinowitsch Woronski (1929)

Alexander Konstantinowitsch Woronski (russ. Александр Константинович Воронский; * 8. September 1884 in Choroschawka, Russisches Kaiserreich; † 13. August 1937 bei Moskau) war ein russischer Revolutionär und gilt als bedeutendster Literaturkritiker der frühen Sowjetunion. Als ehemaliges Mitglied der Linken Opposition gegen den Stalinismus wurde er 1937 in einem Schnellverfahren zum Tode verurteilt und erschossen.

## Leben
Woronski wurde 1884 im Gouvernement Tambow als Sohn eines Dorfpfarrers geboren. 1904 schloss er sich als Student dem bolschewistischen Flügel der SDAPR an. Ein Jahr später nahm er in Petersburg an der gescheiterten Revolution von 1905 teil und wurde verhaftet. Einem einjährigen Gefängnisaufenthalt folgten zwei Jahre Verbannung nach Jarensk.
1912 fand Woronski Zugang zu den führenden Kreisen der Bolschewiki; er verfehlte die Wahl zum Mitglied des Zentralkomitees nur um eine Stimme. Aufgrund eines Verrats wurde er für zwei Jahre in die Nähe des Polarkreises verbannt und diente nach Ausbruch des Ersten Weltkrieges an der Westfront.
Nach der Februarrevolution 1917 wurde er Vorsitzender des Soldatenrates von Koidanow im Gouvernement Minsk. Kurz darauf agierte er als leitendes Mitglied der Räterepublik in Odessa, nach der Besetzung durch die deutsche Armee ging er nach Iwanowo, wo er hohe Parteiämter übernahm und die Zeitung Rabotschi krai (Arbeiterregion) herausgab. Von 1918 bis 1920 schrieb er für diese beinahe 400 Artikel.
Seine Tätigkeiten erlangten die Aufmerksamkeit Lenins und Woronski wurde nach Moskau beordert. Hier gründete er 1921 eine neue Zeitschrift, die Krasnaja now (Красная новь = Rotes Neuland) und fungierte als deren Herausgeber.
1923 wurde er Mitglied der Gruppe um Leo Trotzki. Er kämpfte und schrieb u. a. gegen den Proletkult. Er engagierte sich stark in der Schriftstellergruppe Perewal, deren führender Kopf er war. Nachdem die Linke Opposition 1927 zerfiel, wurde Woronski seiner Stelle als Herausgeber enthoben. Im Februar 1928 wurde er aus der Partei ausgeschlossen, im Januar des Jahres darauf erfolgte seine Verhaftung. Er musste für einige Monate ins Exil nach Lipezk, durfte jedoch noch im gleichen Jahr wieder nach Moskau zurückkehren.
Auch in den nächsten Jahren kämpfte Woronski gegen Stalin und dessen Auslegungen des Bolschewismus. In dieser Zeit verfasste er auch seine Memoiren. Am 1. Februar 1937 wurde er erneut verhaftet. Ein Manuskript zum zweiten Teil der Erinnerungen wurde vom Geheimdienst konfisziert. Es folgten mehrere Monate in der Untersuchungshaft, am 13. August wurde Woronski schließlich vor Gericht gestellt und wohl noch am gleichen Tag erschossen.
Seine Tochter Galina wurde 1937 als Tochter eines „Volksfeinds“ verhaftet und musste nach Kolyma ins Exil. Sie starb im Dezember 1991.
1957 wurde Woronski rehabilitiert.

## Schriften (Auswahl)
- Die Kunst, die Welt zu sehen. Ausgewählte Schriften 1911–1936. Arbeiterpresse, Essen 2003, ISBN 3-88634-077-5 (Vorwort online).